# Medový Újezd (přírodní památka)
Medový Újezd je přírodní památka na severním okraji obce Medový Újezd v okrese Rokycany. Chráněné území je ve správě Krajského úřadu Plzeňského kraje. Důvodem ochrany je zachování významné paleontologické lokality středočeského kambria (subzona Lingulella matthewi).